# DNAJC14
DNAJC14‏ (DnaJ heat shock protein family (Hsp40) member C14) هوَ بروتين يُشَفر بواسطة جين DNAJC14 في الإنسان.